# Партия стрелков, рыбаков и фермеров (Австралия)
Партия стрелков, рыбаков и фермеров (англ. Shooters, Fishers and Farmers Party) — правоцентристская аграрная политическая партия Нового Южного Уэльса, Австралия. Выступает за разрешение на ношение оружия, ужесточения наказания за браконьерство и нелегальное использование оружия, увеличение прав и свобод фермеров.

## История
Партия была образована в 1992 году и была известна просто как Партия стрелков. Первоначально она действовала только в Новом Южном Уэльсе, но с тех пор распространилась на другие штаты. В 2007 году приняла участие в своих первых федеральных выборах. В июле 2009 года партия сменила своё название на партию стрелков и рыбаков, а в апреле 2016 года название было изменено на нынешнее. Партия также постепенно расширила направленность своей политики, уделив основное внимание водоснабжению и региональному здравоохранению во время предвыборных кампаний в штате Новый Южный Уэльс в 2019 году.